# Denis Toma
Denis Simon Toma (* 22. April 2003) ist ein rumänischer Leichtathlet, der sich auf den Sprint spezialisiert hat.

## Sportliche Laufbahn
Erste internationale Erfahrungen sammelte Denis Toma im Jahr 2019, als er bei den U18-Balkan-Meisterschaften in Istanbul in 50,62 s den zweiten Platz im B-Lauf über 400 Meter belegte. Im Jahr darauf gelangte er bei den U20-Balkan-Meisterschaften ebendort mit 22,46 s auf den siebten Platz im A-Lauf über 200 Meter und gewann mit der rumänischen 4-mal-400-Meter-Staffel in 3:15,56 min die Bronzemedaille. 2021 gewann er mit der Staffel bei den U20-Balkan-Hallenmeisterschaften in Istanbul in 3:16,09 min die Silbermedaille und im Juni siegte er bei den U20-Balkan-Meisterschaften ebendort in 3:11,08 min und gewann mit der 4-mal-100-Meter-Staffel in 42,26 s die Silbermedaille. Zudem wurde er in 22,31 s Fünfter im B-Lauf über 200 Meter. Anschließend schied er bei den U20-Europameisterschaften in Tallinn mit 48,67 s im Semifinale im 400-Meter-Lauf aus und verpasste im Staffelbewerb mit 3:10,31 min den Finaleinzug. Daraufhin belegte er mit der Staffel bei den U20-Weltmeisterschaften in Nairobi in 3:10,07 min den siebten Platz. Im Jahr darauf gewann er bei den U20-Balkan-Hallenmeisterschaften in Belgrad in 48,19 s die Silbermedaille über 400 Meter und siegte mit der Staffel in 3:16,54 min. Anschließend siegte er mit der Staffel in 3:10,36 min bei den Balkan-Hallenmeisterschaften in Istanbul und verpasste bei den Hallenweltmeisterschaften in Belgrad mit 3:13,11 min den Finaleinzug. Im August kam er bei den U20-Weltmeisterschaften in Cali mit 47,64 s nicht über den Vorlauf über 400 Meter hinaus und kam im Staffelbewerb in der Vorrunde nicht ins Ziel. 2025 belegte er mit der Staffel bei den U23-Europameisterschaften in Bergen in 3:07,33 min den siebten Platz.
In den Jahren von 2022 bis 2024 wurde Toma rumänischer Meister in der 4-mal-400-Meter-Staffel.

## Persönliche Bestzeiten
- 400 Meter: 46,90 s, 25. Juni 2022 in Craiova
  - 400 Meter (Halle): 48,05 s, 1. Februar 2025 in Gent